# Château de l'Aubraye
Le château de l'Aubraye est un édifice situé à La Réorthe, en France.

## Localisation
Le bâtiment et ses dépendances sont situés sur le territoire de la commune de La Réorthe, dans le canton de La Châtaigneraie, dans le département de la Vendée, en région Pays de la Loire.

## Description
Le château de l'Aubraye est entouré d'arbres et de prairies. Il forme un quadrilatère avec une tour à chaque angle. Des douves sont présentes autour du château.

## Historique
Nicolas Suriette est le premier seigneur connu du château de l'Aubraye. Louis, le dernier membre de la famille des Suriette, fait restaurer le château entre 1575 et 1577 à la Renaissance. Ensuite le château passera successivement aux familles des Suzannet, du Bois de la Touche, Crugy de Marcillac[réf. souhaitée].
Le château, depuis la Révolution en 1791, est acquis par l’arrière arrière grand-mère du président Georges Clemenceau et est resté dans la famille Clemenceau. Georges Clemenceau y a passé son enfance avant d'aller à Nantes continuer ses études,.
Le château est inscrit au titre des monuments historiques par arrêté du 1er février 1928.